# Alegeri prezidențiale în Republica Moldova, mai 2009
Alegerile prezidențiale din Republica Moldova au avut loc pe 20 mai 2009 (prima tentativă) și respectiv 3 iunie 2009 (alegerile repetate).
Președintele nu a fost ales deoarece opoziția a boicotat alegerea, iar fracțiunii majoritare (PCRM) nu i-a ajuns un vot, supranumit "votul de aur". Ca urmare a eșuării alegerii președintelui statului, președintele în exercițiu, Vladimir Voronin, a dizolvat parlamentul și a anunțat alegeri legislative anticipate pentru data de 29 iulie 2009.
Conform constituției, pentru alegerea președintelui Republicii Moldova este necesar votul a trei cincimi din numărul deputaților aleși (61 de voturi).

## Prima tentativă
- Nr. de deputați: 101
- Participanți la vot: 60
- Nr. de voturi valabile: 60

| Candidat          | Partid | Voturi |
| ----------------- | ------ | ------ |
| Zinaida Greceanîi | PCRM   | 60     |
| Stanislav Groppa  | PCRM   | 0      |

## Alegerile repetate
- Nr. de deputați: 101
- Participanți la vot: 60
- Nr. de voturi valabile: 60

| Candidat          | Partid | Voturi |
| ----------------- | ------ | ------ |
| Zinaida Greceanîi | PCRM   | 60     |
| Andrei Neguța     | PCRM   | 0      |